# 永遠のBLOODS
『永遠のBLOODS』（えいえんのブラッズ）は、KinKi Kidsの16枚目のシングル。2003年（平成15年）4月9日発売。発売元はジャニーズ・エンタテイメント。

## 解説
本作は前作と同様に初回盤と通常盤ではジャケット違い、収録曲の違いがある。初回盤は歌詞カードのジャケット写真が計6ページでインスト版を収録。通常盤は計4ページであるが、こちらはインスト版がない代わりに、新曲が追加収録されている。ちなみに前作では初回盤に新曲が収録されていた。

## チャート成績
オリコン週間ランキングで、初週24.5万枚を売り上げ、初登場1位を獲得した。CD累計売上は36.2万枚（オリコン調べ）を記録した。

## 収録曲

### 初回盤
1. 永遠のBLOODS
（作詞：浅田信一 / 作曲：堂島孝平 / 編曲：ha-j / ストリングスアレンジ：村山達哉）
堂本光一出演の日本コカ・コーラ『No Reason! Coca-Cola 2003』CMソング。
自身の2007年のベスト・アルバム『39』発売時のファン投票で35位にランクインした。
出版者：ブライト・ノート・ミュージック
2. Funky Party
（作詞：Satomi / 作曲：久保田利伸 / 編曲：柿崎洋一郎）

作曲を担当した久保田は後に38枚目シングル「The Red Light」を提供した。[注 2]
出版者：ブライト・ノート・ミュージック
3. 永遠のBLOODS (Backing Track)
4. Funky Party (Backing Track)

### 通常盤
1. 永遠のBLOODS
2. Funky Party
3. その花を見るな (BONUS TRACK)
（作詞・作曲・編曲：オオヤギヒロオ）
出版者：ブライト・ノート・ミュージック

## 参加ミュージシャン
※クレジットは『KinKi Single Selection II』より
永遠のBLOODS
- Arrange, Programming & Keyboards: ha-j
- Guiter & E.Star: 林部直樹
- Bass: 種子田健
- Drums: 河村徹
- Strings Arrenge: 村山達哉
- Strings: 村山 / 桐山ストリングス
- Chorus: KinKi Kids、Ko-saku

## 収録アルバム
- 永遠のBLOODS
  - G album -24/7- - シングルとは異なるバージョンで収録されている。
  - KinKi Single Selection II
  - The BEST
- Funky Party

（アルバム未収録）
- その花を見るな

（アルバム未収録）

## 映像作品
- 永遠のBLOODS
  - KinKi Kids Dome F Concert 〜Fun Fan Forever〜
  - KinKi KISS2 Single Selection
  - KinKi Kids Dome Tour 2004-2005 -Font De Anniversary.-
  - KinKi you DVD
  - KinKi Kids 2010-2011 〜君も堂本FAMILY〜
  - K album
  - King・KinKi Kids 2011-2012
  - KinKi Kids Concert -Thank you for 15years- 2012-2013
  - KinKi Kids Concert 2013-2014「L」
  - 2015-2016 Concert KinKi Kids
  - The BEST
- Funky Party
  - KinKi Kids Dome F Concert 〜Fun Fan Forever〜